# Nou Ràdio
Nou Ràdio (anteriormente conocida como Ràdio 9) es la principal emisora de radio de Radiotelevisió Valenciana (RTVV), la empresa de radiodifusión pública de la Comunidad Valenciana (España). Su programación era generalista, con especial atención a la información y el deporte, y con el castellano como lengua vehicular.

## Historia
Comenzó sus emisiones en pruebas como Canal 9 Ràdio la tarde del 4 de septiembre de 1989, la víspera del inicio oficial de las pruebas de Canal 9, con motivo de las fuertes lluvias que afectaban a la comunidad autónoma valenciana. Las emisiones oficiales de Canal 9 Ràdio, nombre que mantuvo hasta julio de 1992, comenzaron el 2 de octubre de 1989, una semana antes de que lo hiciese la televisión Canal Nou. En su presentación se declaró que habría «una programación en valenciano que pretende ser una oferta alternativa al panorama radiofónico de la Comunidad Valenciana». En sus inicios alternó una programación generalista con espacios musicales, aunque después asumió un rol informativo y la música se pasó a una nueva emisora, Sí Ràdio. Su sede está situada en la Avenida Blasco Ibáñez de Valencia, aunque se contemplaba su traslado a los estudios centrales de RTVV en Burjasot.
Nou Ràdio ofrece desconexiones territoriales para las provincias de Alicante (96.5 FM), Castellón (103.7 FM) y Valencia (102.2 FM). También está disponible a través de internet.
La anulación del expediente de regulación de empleo de RTVV en 2013 propició el anuncio del cierre de toda la corporación el 5 de noviembre. La ley que lo permite se aprobó el 27 de noviembre. 
La emisión FM de Nou Ràdio fue finalmente interrumpida a las 23:49 horas del 28 de noviembre de 2013, finalizando la programación con el programa Taula Esportiva, que siguió emitiendo una hora más a través de la segunda emisora Sí Ràdio. El streaming a través de internet se cortó a las 2:30 de la madrugada del día siguiente.

## Frecuencias
En la actualidad en todas estas frecuencias se escucha: À Punt FM.

### Valencia
- Ademuz : 98.6 FM
- La Safor: 103.5 FM
- Valle de Albaida: 105.2 FM
- Requena - Utiel: 100.9 FM
- Huerta de Valencia - Campo de Murviedro: 102.2 FM
- La Costera: 101.5 FM
- Campo de Turia: 94.5 FM

### Castellón
- Castellón de la Plana 103.7 FM
- Pina de Montalgrao: 102.0 FM
- Morella: 96.8 FM
- Alto Maestrazgo - Los Puertos de Morella: 101.3 FM
- Bajo Maestrazgo: 92.0 FM

### Alicante
- Alicante: 96.5 FM
- Aitana: 103.0 FM
- Hoya de Alcoy: 98.7 FM
- Marina Baja: 101.2 FM
- Marina Alta: 93.5 FM
- Elche-Bajo Vinalopó: 98.4 FM
- Bajo Segura: 100.5 FM
- Alto Vinalopó: 95.0 FM
- Medio Vinalopó: 96.2 FM

## Reapertura
Después del cierre de Canal 9, se han realizado numerosas concentraciones a favor de la reapertura de la ente pública. El 13 de noviembre de 2014, se admite a trámite una ILP que pide la reapertura de RTVV. Alberto Fabra, presidente de las Cortes Valencianas, afirmó que estaba a favor de la reapertura de la cadena y «si las circunstancias cambian, se puede hablar de una nueva televisión» siempre que esta sea «partiendo de cero» y «una vez que se cumpla la extinción de la cadena y se den las condiciones necesarias».
El 24 de mayo de 2015, una vez celebradas las elecciones a las Cortes Valencianas y formado un nuevo gobierno por PSPV y Compromís, el ejecutivo prometió reabrir RTVV, creando un Alto Comisionado para ello. La fecha de dicha apertura todavía no está definida debido a los problemas judiciales acarreados por el cierre y la deuda acarreada derivada de las acciones en las que se vio envuelta. Aunque el deseo del gobierno era la de abrir el 9 de octubre de 2015, día de la Comunidad Valenciana, el propio ejecutivo ha calfiicado esta fecha de «demasiado optimista», debido a la gran complejidad del problema y a la falta de acuerdos entre el Comisionado y el Comité de Empresa.
- En nuevo gobierno de la Comunidad Valenciana presidido por Ximo Puig se fija como posible día para la reapertura de Radiotelevisión Valenciana el 9 de octubre de 2017 día de la Comunidad Valenciana. El nuevo ente de la Radiotelevisión Valenciana se llamaría: Corporación Valenciana de Medios de Comunicación.

El 22 de diciembre de 2015 fue aprobada la ley que deroga el cierre de Canal 9, con los votos favorables de socialistas, Compromís y Podemos, y la abstención del Partido Popular y Ciudadanos.